# Harbavitjy
Harbavitjy (vitryska: Гарбавічы) är en agropolis i Belarus.   Den ligger i voblasten Mahiljoŭs voblast, i den nordöstra delen av landet, 210 km öster om huvudstaden Minsk. Harbavitjy ligger 169 meter över havet och antalet invånare är 799.

## Natur
Terrängen runt Harbavitjy är mycket platt. Närmaste större samhälle är Tjavusy, 17,8 km öster om Harbavitjy.